# 胜利镇 (吴忠市)
胜利镇，是中华人民共和国宁夏回族自治区吴忠市利通区下辖的一个乡镇级行政单位。

## 行政区划
胜利镇下辖以下地区：
中华社区、朝阳社区、上桥社区、新华社区、秦渠社区、永昌社区和民生社区。